# Nemespátró
Nemespátró è un comune dell'Ungheria di 360 abitanti (dati 2001). È situato nella contea di Zala.